# Yang Luchan
El mestre Yang Luchan (Yang Lu-ch'an) 楊露禪, també conegut com a Yang Fu-K'ui (楊福魁) (1799-1872) va néixer a Guangping (Kuang-p'ing), Xina. Va ser un artista marcial xinès, mestre de Tai Chi i un dels més influents practicants d'aquest art marcial. A causa de les seves excepcionals habilitats marcials va ser sobrenomenat Yang, l'Invencible.
És el creador del Yang Taijiquan (楊氏太極拳), va ser un dels més influents mestres de l'art marcial intern conegut com a Tai Chi Chuan durant la segona meitat del segle xix. A causa de la seva contribució per divulgar aquest art i en el gran nombre de mestres que va formar, l'estil Yang és reconegut com un dels grans cinc estils de Tai Chi, i el més practicat a nivell mundial.